# Penny O'Brien
Penny O'Brien (Wicklow, County Wicklow, 17 december 1990) is een Ierse actrice. Ze is het meest bekend door haar rol in het computerspel Red Dead Redemption 2 uit 2018, waar ze de motion capture van het personage Molly O'Shea verzorgde.

## Biografie
Penny O'Brien is geboren en opgegroeid in Wicklow, Ierland. Ze verhuisde op 18-jarige leeftijd naar New York om naar de American Academy of Dramatic Arts te gaan. O'Brien maakte haar professionele debuut als Girleen in Martin McDonagh's The Lonesome West.

## Filmografie

### Films
Inclusief korte films
| Jaar | Titel                                     | Rol      |
| ---- | ----------------------------------------- | -------- |
| 2014 | If But For                                | Rol      |
| 2015 | Blood and Water                           | Penny    |
| 2016 | Scenes from the Underground               | Denise   |
| 2017 | Joe                                       | Kat      |
| 2019 | Endings, Beginnings                       | Olivia   |
| 2020 | 10 Things We Should Do Before We Break Up | Sister 2 |
| 2020 | Personal Lives                            | Ellen    |
| 2020 | House Sit                                 | Angela   |

### Series
| Jaar | Titel                 | Rol              |
| ---- | --------------------- | ---------------- |
| 2016 | Be Here Nowish        | Cute Girl at Bar |
| 2020 | For All Mankind       | Doreen Campbell  |
| 2021 | Evie Gets A Boyfriend | Molly            |

### Computerspellen
| Jaar | Titel                 | Rol          |
| ---- | --------------------- | ------------ |
| 2018 | Red Dead Redemption 2 | Molly O'Shea |